# Ned varázsgőtéje
A Ned varázsgőtéje (eredeti cím: Ned's Newt) kanadai–német televíziós rajzfilmsorozat, amelyet Andy Knight és Mike Burgess alkotott. Kanadában a Teletoon vetítette, Magyarországon korábban a Minimax, később a KidsCo sugározta.

## Ismertető
Vajon, hogy alakul, hogyha Ned, aki képzelőerővel megáldott kölyök ő túltáplálja az álomkóros gőtéjét? Az eledel hatására egy hatalmas óriás lesz a kicsi gőtéből, akinek neve Newton. A mókás gőte klassz színész, amivel képes leplezni a csínytevéseit. Newton ő Nednek a komoly szuperhőse, aki titkos játszótársa és bármikor tud rá számítani. De vajon mi is lesz, ha egy napon majd csak véget ér az eledel hatása? Ez is kiderül a történetből.

## Szereplők
- Ned – Az egyik főhős, aki hiperaktív és túlzottan nagy képzelőerővel megáldott kölyök, valamint van egy gőtéje is Newton.
- Newton – A másik főhős, aki Ned kicsi gőtéje, de egy varázseledel hatására egy hatalmas óriássá vált.

## Magyar hangok
- Pusztaszeri Kornél – Newton
- Minárovits Péter – Ned Flemkin
- Fazekas Zsuzsa – Sharon Flemkin
- Tóth Tamás – Eric Flemkin
- Németh Kriszta – Linda Bliss
- Kossuth Gábor – Doogle Pluck
- Mics Ildikó – Tanárnő

## Epizódok
1. Az új házikedvenc / Az ablakbetörések titka
2. Rémálom a felvonuláson / Egy időben jött orrba vágás
3. Mars kaland / Szombat esti láz
4. Ned, a városlakó / A világ legcikibb műsora
5. Kirándulás a Jurassic Parkba / Túrázzunk!
6. Turbó táp / Remek, írjuk át!
7. Frank bácsi jelmezbálja / Szerencse pénz
8. Segítség, kopasz vagyok! / Repülők, vonatok és gőtemobilok
9. Megdőlt a rekord! / Newton kimenője
10. Fától az erdőt / Mentsük meg Lummox-ot!
11. Newton szerelmes / Mutasd a pénzt!
12. Influenza őrület / Vedd meg a...mega áruház
13. Vidd el a gyereked a munkahelyedre! / Ned hadserege
14. Másszuk meg az Everest-et! / Irány a fészek fiatalember!
15. Hétvége a nagynéninél / Ned, az újévi gyerek
16. Fények, kamera, Newton! / Kánikula
17. Agyrázkódás / Macskapark
18. Vissza a jövőbe / Sétahajózás
19. Piknikezzünk! / Aratás a szeretet nevében
20. Nem akarok elköltözni! / Korrepetáljuk Reeger-t
21. Norman gőtéje / A műsornak buknia kell
22. Cipő visszatér / Ned és Edna
23. Közönséges nátha / Anyák napja
24. New York, New York / Vigyázat, nyomozunk!
25. Yuccus Vivendi / Ugató törpeharcsa
26. A naplopó naplója / A tört evő hős
27. Elmés játékok / A karmomat akarom!
28. A xilofon tábor / A kedélyesi háromszög
29. Soha Ned / Pénz számolva, gőte lőve jó!
30. A vadon nyara / Aki Flemkin akart lenni
31. Cyranewton De Bergőte / A fiú, aki túl sokat gőte
32. A busz hátsó ajtaja / Te is fiam, Newtusz!
33. A szerelem számos szalamandrája / Biztosítjuk a bajt
34. 312 dühös nő / A játék, csak játék
35. Hol van az a nyár? / Dobozolás gőtével
36. Fogas kérdés / Távkapcsolgatás
37. A nagy szutyok regatta / Ami szem szájnak ingere